# 1352 هـ
1352 هـ هي سنة في التقويم الهجري امتدت مقابلةً في التقويم الميلادي بين سنتي 1933 و1934.

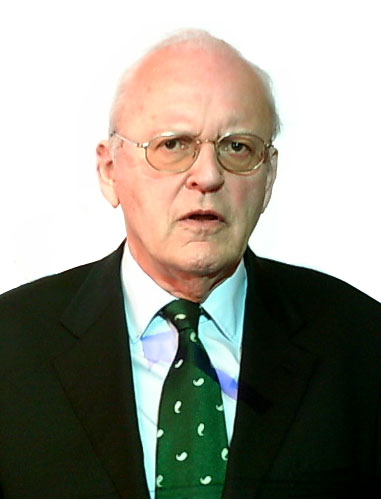
رومان هيرتسوغ

## مواليد
- حسن بن عبد الله آل الشيخ
- عبد الله بن جبرين
- محمد بن سعد بن حسين
- عاتق البلادي
- عبد الرحمن البراك
- أحمد محمد علي
- حمد عبد الرحمن بن مبارك الصعيب
- خير الدين وانلي
- رومان هيرتسوغ
- عبد العزيز بخاري
- عبد الله خريبط
- علي شريعتي
- محسن سريع محسن
- محمد أولى الأنصاري
- محمد بن عبد الله المسيطير
- مصطفى السيد (عالم فيزياء)
- نواف بن عبد العزيز آل سعود
- عثمان طه، خطاط سوري.
- الأميرة هيام

## وفيات
- أنور شاه الكشميري
- برجستر يسر
- جميل العظم
- سليم عنحوري
- متري قندلفت
- محمد جواد البلاغي
- محمود محمد خطاب السبكي
- يوسف حسين الخانفورى
- الحاكم بأمر الله الثاني
- جواد البلاغي